# Villanova del Ghebbo
Villanova del Ghebbo település Olaszországban, Veneto régióban, Rovigo megyében. Lakosainak száma 2011 fő (2023. január 1.). Villanova del Ghebbo Costa di Rovigo, Fratta Polesine, Lendinara, Lusia és Rovigo községekkel határos.

## Népesség
A település lakossága az elmúlt években az alábbi módon változott:
| Lakosok száma | 1983 | 2008 | 2011 |
|               | 2017 | 2018 | 2023 |